# Dehumanizer
Dehumanizer — шістнадцятий студійний альбом гурту Black Sabbath, представлений 22 вересня 1992 року на лейблі I.R.S. Records. Це перший альбом гурту за більш ніж 10 років, у записі якого взяв участь вокаліст Ронні Джеймс Діо та барабанщик Вінні Аппісі, а також після 9-річної перерви повернувся басист Ґізер Батлер.
Альбом було перевидано разом із додатковим контентом 7 лютого 2011 року.

## Про альбом
У грудній 1990 року після останніх виступів туру на підтримку альбому «Tyr» у Black Sabbath повернувся Батлер. Опісля виникла ідея записати альбом із Діо, так як у Батлера був із ним спільний виступ. Після зустрічі Айоммі із Діо зайшла мова про спільний проєкт. Діо хотів залучити до запису барабанщика Саймона Райта, однак Айоммі запропонував кандидатуру Козі Павелла. Пізніше сам Айоммі згадував: «Це було дивно, адже Ронні і Козі грали разом в Rainbow і тоді не ладили. У підсумку, ми зупинились на Козі, і розпочали писати матеріал для майбутнього Dehumanizer'а». Як наслідок, між Діо та Козі розпочались конфлікти, після чергового з яких Ронні повернувся у Лос-Анджелес і на час його відсутності був запрошений Тоні Мартін. Після повернення Діо із Козі стався нещасний випадок під час верхової їзди, який закінчився для Козі переламаним стегном. У зв'язку із неможливістю працювати, на місце Козі був запрошений Вінні Аппісі, котрий вже грав у гурті протягом 1980-82 років.
Айоммі розповідав, що навіть після цього робота йшла важко і відчувався дискомфорт, а під час запису траплялись напружені моменти. Тим не менше матеріал для альбому був відібраний і для його запису по ініціативі Діо був запрошений Рейнольд Мек, відомий своїми роботами із Queen та ELO. Процес запису зайняв близько 6 тижнів.

## Список пісень
Автор музики і слів Ронні Джеймс Діо, Тоні Айоммі, Ґізер Батлер, Вінні Аппісі. 
| #   | Назва                  | Тривалість |
| --- | ---------------------- | ---------- |
| 1.  | «Computer God»         | 6:10       |
| 2.  | «After All (The Dead)» | 5:37       |
| 3.  | «TV Crimes»            | 3:58       |
| 4.  | «Letters from Earth»   | 4:12       |
| 5.  | «Master of Insanity»   | 5:54       |
| 6.  | «Time Machine»         | 4:10       |
| 7.  | «Sins of the Father»   | 4:43       |
| 8.  | «Too Late»             | 6:54       |
| 9.  | «I»                    | 5:10       |
| 10. | «Buried Alive»         | 4:47       |

| Додаткова композиція американського видання | Додаткова композиція американського видання | Додаткова композиція американського видання |
| #                                           | Назва                                       | Тривалість                                  |
| ------------------------------------------- | ------------------------------------------- | ------------------------------------------- |
| 11.                                         | «Time Machine»                              | 4:18                                        |